# Nizozemski Antili
Nizozemski Antili bili su autonomni prekomorski posjed u Karipskom moru u sastavu Kraljevine Nizozemske. Za razliku od matice nisu dio Europske unije. Obuhvaćali su šest naseljenih otoka u dvjema skupinama s ukupno oko 960 km² i oko 200.000 stanovnika od kojih su 85 posto afričkog porijekla. Aruba se odcijepila 1986. kao zasebna država unutar Kraljevine Nizozemske, a ostatak Nizozemskih Antila je raspušten 10. listopada 2010., što je rezultiralo dvjema novim konstitutivnim državama, Curaçao i Sveti Martin (Sint Maarten), dok su se drugi otoci pridružili Nizozemskoj kao posebne općine.
Pored turizma, glavni prihod otoka potječe od niza banaka koje ovdje imaju svoje sjedište.
Nizozemskim Antilima su pripadali sljedeći otoci:
- Privjetrinski otoci:
  - Aruba
  - Curaçao
  - Bonaire
- Zavjetrinski otoci:
  - Saba
  - Sveti Eustahije[1] (Sveti Eustazije) (nizozemski)[2][3] (ili, kako ga zove domaće stanovništvo, Statia)
  - Sveti Martin (Samo južni dio. Sjeverni dio pripada francuskom prekomorskom teritoriju Gvadalupa, vidi Popis podijeljenih otoka).

Nizozemski Antili su 1954. dobili punu samostalnost u unutarnjim pitanja. Za pitanja vanjske politike kao i za obranu i dalje je nadležna Nizozemska. 
Do 1986. je i otok Aruba bio dio područja Nizozemskih Antila, kada je postao treći ravnopravno sastavni dio Nizozemske uz Nizozemsku i nizozemske Antile. Zbog toga se još i danas ponekad koristi pojam ABC-otoci.
Na otocima je 1993. godine bio održan referendum na kojem se značajna većina stanovništva s pravom glasa izjasnila za ostanak u Kraljevini Nizozemskoj. Na Curaçau je 74% glasalo za ostanak, a i na drugim otocima rezultati su bili slični.
Osobito je vrijedna spomena međunarodna zračna luka princeze Julijane na Svetom Martinu. Njen neobičan položaj privlači i oduševljava niz gledatelja; prilaz zrakoplova, do pred samo slijetanje, odvija se iznad vode. Neposredno prije same sletne staze nalazi se plaža na koju rado dolaze znatiželjnici i promatraju slijetanje usprkos strašnoj buci i jakim zračnim strujanjima koje uzrokuju avioni. Nizozemski Antili nisu bili funkcionalna zemlja. Tijekom desetljeća nakupili su veliki vanjski dug.
Raspuštanje Nizozemskih Antila zbilo se 10. listopada 2010. Otoci Bonaire, Saba i Sveti Eustahije (Sint Eustatius) postali su posebne općine Kraljevine Nizozemske, dok su Curaçao i Sveti Martin (Sint Maarten) u skladu s ugovorom iz 2008. postali konstitutivne zemlje unutar Kraljevine Nizozemske, zajedno s Arubom, koja se je od Nizozemskih Antila odcijepila 1986. godine. Preorganizaciji su prethodili referendumima na kojima su se stanovnici izjasnili o promjenama. Izdvojene konstitutivne zemlje, otoci Curaçao i Sveti Martin dobivaju vlastitog premijera, vladu i parlament, a dotadašnjom valutom Nizozemskih Antila nastavit će se služiti. Otoci koji su postali obični nizozemski posjed, takozvana Karipska Nizozemska, Bonaire, Saba i Sveti Eustahije, prijeći će na američki dolar, a upravu će im voditi "otočna vijeća" koja su slična općinskim vijećima. Kao dio Nizozemske sudjelovat će na nizozemskim parlamentarnim izborima. Sporazumom o preorganizaciji nizozemska vlada preuzet će 70 posto duga Nizozemskih Antila koji iznosi približno 1,7 milijardi eura.
Bonaire, Sveti Eustahije i Saba, Curaçao i nizozemski dio otoka Svetog Martina imali su mogućnost koristi od sustava općih carinskih povlastica Europske unije na osnovi dokaza o podrijetlu koji su izdani ili sastavljeni u Nizozemskim Antilima za robu izvezenu prije 1. siječnja 2013. Povlasticama su se mogli koristiti do 31. prosinca 2013., a sukladno uredbi EU br. 978/2012, Bonaire, Sveti Eustahije i Saba, Curaçao i nizozemski dio otoka Svetog Martina od 1. siječnja 2014. ne nalaze na popisu zemalja koje ispunjuju uvjete za korištenje sustavom općih carinskih povlastica.

## Jezici
Nizozemski Antili za službeni jezik imaju nizozemski. Na otocima se govore četiri jezika. Ostala tri su papiamentu, engleski i nizozemskoantilski kreolski engleski (ili djevičansko-otočni kreolski engleski).